# Lucie Filippini
Pour les articles homonymes, voir Filippini.
Lucie Filippini (Tarquinia, 13 janvier 1672 - Montefiascone, 25 mars 1732) est une religieuse italienne fondatrice des  Pieuses Maîtresses Filippini et reconnue sainte par l'Église catholique. Elle est fêtée le 25 mars.

## Biographie
Née le 13 janvier 1672 à Tarquinia, Lucia devint orpheline très jeune, et entra à l'âge de 16 ans au monastère Sainte Claire de Montefiascone. Là, elle se dévoua à l'éducation des jeunes filles pauvres.
Avec le soutien de l'évêque Marcantonio Barbarigo, elle se vit confier par Rosa Venerini la direction des écoles que cette dernière avait fondées.
Elle mourut le 25 mars 1732.

## Béatification - canonisation
- Béatifiée en 1926 par le Pape Pie XI, elle fut canonisée le 22 juin 1930[1].
- Elle est commémorée le 25 mars selon le Martyrologe romain[1].